# Oophaga arborea
La rana venenosa Oophaga arborea es una especie de rana veneno de dardo; es endémica del este de Panamá.
Su hábitat natural se conforma de bosque submontano húmedo subtropical o tropical. Cría en las bromeliáceas.
La especie está amenazada por destrucción de hábitat.